# Саламандра мулова
Саламандра мулова (Pseudotriton montanus) — вид земноводних з роду Несправжній тритон родини Безлегеневі саламандри.

## Опис
Загальна довжина досягає 7,6—20 см. Голова коротка, морда тупа. Тулуб кремезний. Хвіст короткий. Кінцівки тоненькі та слабенькі. Забарвлення червонувато-коричневе з 30—40 маленькими цятками. Очі темно-карі.

## Спосіб життя
Полюбляє болота, струмки, джерельця з прозорою водою та мулистим ґрунтом. Веде напівводний спосіб життя. Влітку перебуває у воді. З листопада по січень тримається суходолу. Тут хутко заривається у листя, де проводить день. Живиться павуками, жуками, хробаками.
Статева зрілість у самців настає у 2,5 роки, у самиць — у 4 роки. Розмноження відбувається восени або взимку. Самиця відкладає 65—200 яєць у листову підстилку. за сезон буває декілька кладок.

## Розповсюдження
Мешкає у східних штатах США.